# Château de Llansteffan
Le château de Llansteffan (Llansteffan Castle en anglais, Castell Llansteffan en gallois) est un château fort médiéval, aujourd'hui en ruines, situé à Llansteffan, dans le sud-ouest du pays de Galles.
Il est construit sur un promontoire qui surplombe l'estuaire de la Towy, un fleuve qui se jette dans la baie de Carmarthen.

## Histoire
Le site du château est occupé dès l'âge du fer. Cette colline fortifiée correspond à la partie occidentale du château médiéval.
Llansteffan fait partie des châteaux forts fondés par les Anglo-Normands au début du XIIe siècle, dans le cadre de l'invasion normande du pays de Galles. Il appartient alors à la famille Marmion. Sa première mention dans les sources écrites est à l'occasion de sa capture en 1146 par Maredudd ap Gruffydd, prince gallois du Deheubarth. Les Normands en reprennent le contrôle en 1158, mais il retombe brièvement entre les mains de Rhys ap Gruffydd, frère et successeur de Maredudd, après la mort d'Henri II en 1189.
Llansteffan passe par mariage à la famille de Camville. La forteresse continue à subir les assauts des Gallois : Llywelyn le Grand s'en empare en 1215 et le conserve plusieurs années, jusque vers 1123, puis Llywelyn le Dernier le contrôle à son tour entre 1257 et les années 1260. Après la conquête du pays de Galles par Édouard Ier, Llansteffan reste aux mains de la famille de Camville jusqu'à l'extinction de la lignée mâle, en 1338. Il tombe brièvement entre les mains d'Owain Glyndŵr pendant la révolte des Gallois, au début du XVe siècle.
Le château de Llansteffan est un monument classé de Grade I depuis 1966.

## Architecture
Le château normand se compose à l'origine d'une cour en forme de D protégée du côté occidental par un fossé et un remblai en terre. Ces ouvrages défensifs sont renforcés au XIIe siècle par la construction d'une enceinte en pierre dont la construction, coûteuse, contraint William de Camville à s'endetter auprès du roi.
La cour du château est divisée entre une haute-cour et une basse-cour. Geoffrey de Camville, le fils de William, fait construire une tour ronde et une porterie dans l'enceinte de la haute-cour. Son propre fils, également nommé William, édifie une enceinte en pierre pour protéger la basse-cour, avec deux tours en forme de U et une grande porterie qui rappelle en plus petit celle du château de Caerphilly. Le mur séparant les deux cours est détruit à une date ultérieure.